# Vanceboro, Maine
Vanceboro är en kommun (town) i Washington County i Maine. Vid 2010 års folkräkning hade Vanceboro 140 invånare.